# Независимость (компания)
Группа компаний «Независимость» — российская компания, до конца 2017 года являвшаяся одним из крупнейших  российских автодилеров федерального уровня. Штаб-квартира компании расположена в Москве.

## История
Компания основана в 1992 году.
1992 год — открытие первого автоцентра «Независимость Volvo».
2002 год — создание подразделения «Независимость — INFIN». К этому моменту в дилерском портфеле группы компаний «Независимость» 5 марок: Volvo, Audi (Ауди Центр Москва), Ford, Volkswagen («Авто Ганза») и Land Rover.
2008 год — открытие центра кузовного ремонта, главной площадки подразделения «Независимость — CARFIX». На этот момент компания также представляет марки Jaguar, Mazda, Peugeot, BMW.
2010 год — заключено дилерское соглашение с Porsche.
2011 год — после приобретения в конце 2010 года компании «Автоленд» на базе её автоцентров под брендом группы компаний «Независимость» были начаты продажи автомобилей Ford, Mazda и Mitsubishi в Уфе и Volvo, Ford, Mazda, KIA и Mitsubishi в Екатеринбурге.. В этом году группа компаний «Независимость» также стала официальным дилером Mitsubishi в Москве и открыла автоцентр «Независимость — INTRADE».
2012 год — открытие автоцентра «Независимость Peugeot» в Екатеринбурге.
Также в 2012 году в рамках реализации стратегии развития группа компаний «Независимость» провела ребрендинг. Концепция обновленного бренда, а также новый корпоративный стиль «Независимость» были разработаны совместно с агентством BBDO Branding.
2017 год - отзыв лицензии BMW и Volvo
24 ноября 2017 года - Арбитражный суд Свердловской области зарегистрировал иски Газпромбанка о банкротстве ООО «Независимость недвижимость Урал», ООО «Независимость Екатеринбург М», ООО «Независимость Екатеринбург К». В тот же день Арбитражный суд Москвы зарегистрировал иски о банкротстве ООО «Независимость МЦ», ООО «Мастерпромторг», ООО «Независимость - автомобили с пробегом», ООО «Независимость - Химки».
"Независимость" потеряла дилерские контракты с крупнейшими импортерами, продажи новых автомобилей не осуществляются, большая часть салонов закрыта. В ближайшем будущем «Независимость» ожидает начало процедур банкротства компаний группы.

## Собственники и руководство
100% долей компании принадлежит Independence Holdings Ltd., зарегистрированной на Кипре, бенефициарами которой являются основатель группы Роман Чайковский (50,05%) и консорциум международных инвесторов и структур «Альфа-групп», в том числе компании A1 и Alfa Capital Partners (49,95%).
С 2011 года должность главного управляющего директора «Независимости» занимал Оскар Ахмедов.
14 марта 2014 года Оскар Ахмедов покинул компанию и её возглавила работавшая в ней с 2007 года финансовым директором Елена Журавлева .

## Деятельность
Компания осуществляла продажу автомобилей марок Audi, Jaguar, Land Rover, Porsche, Volkswagen, Volvo, Ford, Mazda, Peugeot, Mitsubishi и KIA. Сеть дилерских центров «Независимость» включала 18 автосалонов в Москве, 9 в Екатеринбурге и 5 в Уфе.

### Показатели деятельности
Численность персонала компании — 4587 сотрудников (2012 год). Выручка компании за 2008 год по МСФО составила $1,322 млрд, EBITDA — $60 млн. Чистая прибыль не раскрывается.
По итогам 2012 года выручка компании составила 57,077 млрд руб. В 2012 году «Независимость» реализовала 42143 новых автомобиля, объём продаж которых по сравнению с 2011 годом вырос на 24,9 %. Значительный рост в 2012 году продемонстрировали и подразделения Группы компаний «Независимость». Выручка подразделения «Независимость — INTRADE» в 2012 году составила 3 389,11 млн рублей — это выше на 33,64 %, чем результат 2011 года. В 2012 году подразделение реализовало 6430 подержанных автомобилей. Объём выручки направления «Независимость — INFIN» в 2012 году составил 698 млн руб., за год подразделением было продано в кредит 13 202 новых автомобилей. Объём выручки подразделения «Независимость-CARFIX» в 2012 году вырос на 17,1 % по сравнению с 2011 годом и составил 1819,0 млн руб.

## Подразделения группы компаний «Независимость»
«Независимость — INFIN»
Бизнес-направление «Независимость — INFIN» было основано в 2002 году. Подразделение специализируется на страховании, кредитовании, лизинге, удаленном урегулировании убытков и управлении автопарками. Лауреат премии в области страхования «Золотая Саламандра» в 2006—2008 гг.
В 2012 году подразделение «Независимость-INFIN» возглавила Наталья Жильцова. В этом же году бизнес-направление приступило к внедрению автоматизированной системы управления бизнес-процессами страхования UnicusWeb.
«Независимость — CARFIX»
«Независимость — CARFIX» специализируется на кузовном ремонте. Площадки подразделения расположены во всех дилерских центрах «Независимость». Кроме того, в 2008 году в городе Химки (Московская область) был открыт центр кузовного ремонта, общая площадь которого с учетом офисных помещений составляет 11 500 кв. м. Площадь сервисной зоны составляет 8000 м² и вмещает в себя более 100 рабочих постов.
В 2009 году совместно с компанией BASF был запущен проект STAMPP — программа по обучению и подготовке автомаляров.
«Независимость — INTRADE»
В 2009 году было сформировано бизнес-направление группы компаний «Независимость — INTRADE», которое специализируется на выкупе, обмене, постановке на комиссию автомобилей с пробегом и их реализации. Подразделение имеет 11 площадок в Москве. В 2011 году на территории ТЦ МЕГА Белая Дача открылся крупный автоцентр компании, мультибрендовый центр «Независимость — INTRADE», рассчитанный на 250 мест.

## Награды
В 2011 году группа компаний «Независимость» стала лауреатом премии «Компания года-2011» в номинации «За высокое качество обслуживания клиентов».
В 2012 году группа компаний «Независимость» получила премию «Права потребителей и качество обслуживания» в номинации «Автосалоны» в категории «Розничная торговля». Кроме того, «Независимость» вошла в ТОП-100 самых динамичных потребительских компаний 2012 года по версии издания «Коммерсантъ. Секрет фирмы». Сайт группы компаний «Независимость» indep.ru был признан победителем XII Всероссийского интернет-конкурса «Золотой сайт».